# Freddie Williams (athlète)
Pour les articles homonymes, voir Freddie Williams et Williams.
Frederick Lawrence « Freddie » Williams, né le 24 février 1962 au Cap en Afrique du Sud, est un athlète canadien, spécialiste des courses de demi-fond.
Il se classe sixième du 800 m lors des championnats du monde d'athlétisme 1993.